# Philip Johnson
Philip Cortelyou Johnson (8. července 1906 Cleveland, Ohio – 25. ledna 2005 New Canaan, Connecticut) byl americký architekt, první laureát Pritzkerovy ceny.

## Život a tvorba
Pocházel z rodiny potomků jansenistů a hughuenotů, což ovlivnilo jeho projekty sakrálních staveb. Architekturu ani humanitní studia na Harvardově univerzitě nedokončil a narukoval do armády. V letech 1930-1934 pracoval jako ředitel Muzea moderního umění v New Yorku, odkud odešel dělat novináře, pro architekturu se rozhodl až roku 1941. Jeho architektonické projekty byly realizovány teprve od roku 1946 a bývají řazeny do čtyř období:

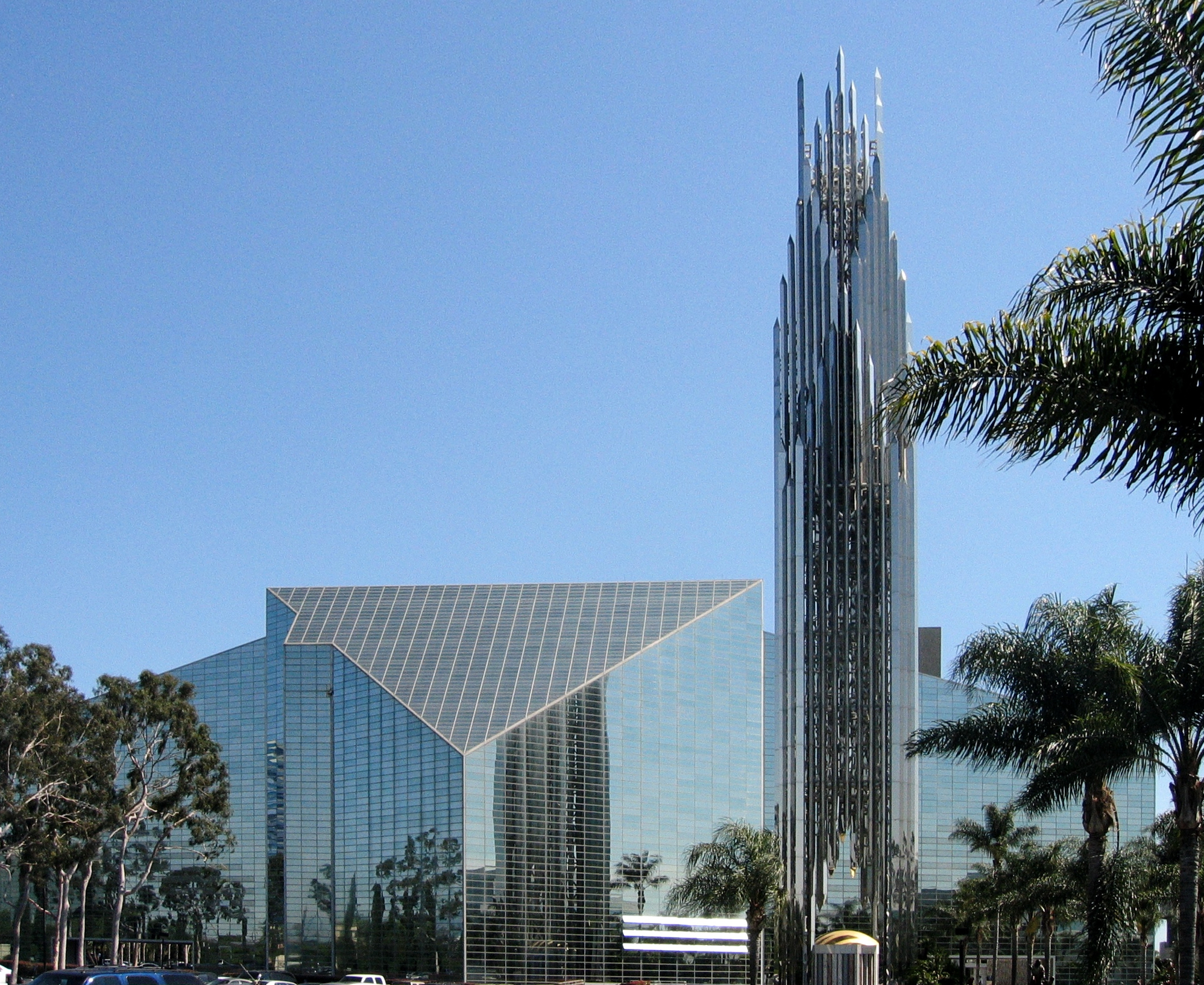
Křišťálová katedrála v Garden Grove, Kalifornie

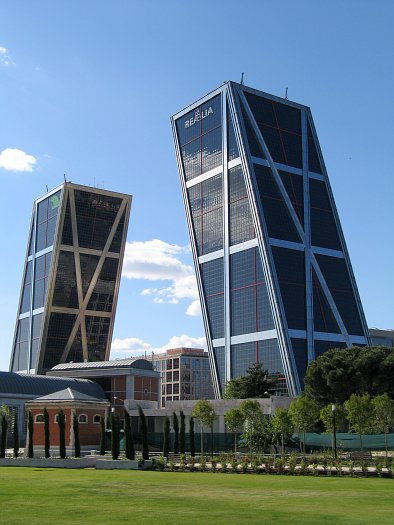
Brána Evropy v Madridu

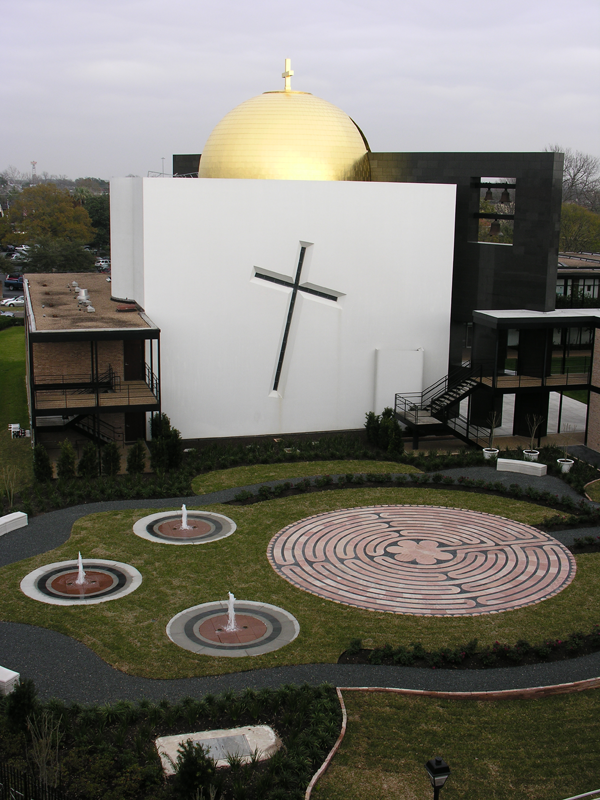
Kaple sv. Basil]ea v Pittsburghu

- Raný modernismus (1946–1960) se vyznačuje respektem k přírodě a následováním příkladu Franka Lloyda Wrighta. Profilujícími projekty byl Skleněný dům v New Canaanu v Connecticutu (1949) a mrakodrap Seagram Building na Manhattanu, kde měl Johnson své projekční studio. Tam také realizoval Restauraci čtyř ročních období s kontejnery, rostoucími rostlinami a dřevinami i bazénkem, které navozují dojem prostředí živé přírody (například listnaté stromy na podzim opadávají, bazének byl v zimě zamrzlý apod.).

- Pozdní modernismus (1960–1980) - pokračují jednoduché kubické tvary, ovšem v masivním betonovém provedení. Patří k nim opatství sv. Albana v nebo knihovna Boston Public Library, v Bostonu (1972), jejíž robustní konstrukce již ohlašuje brutalismus.

- Postmoderna (1980–1990) - nejvíce ceněna bývá obří ocelová konstrukce skleněné katedrály Crystal Cathedral v Garden Grove v Kalifornii (1980), v témže zrcadlových efektů skla je mrakodrap PPG Place v Pittsburghu (Pensylvánie) z roku 1984. Brutalismus vyznačuje například kamenné kaskády s vodopády Water Gardens ve Fort Worthu (1982) nebo Brána Evropy (dvouvěžová stavba Puerta de Europa v Madridu, 1989–96).

- Poslední budovy (1991–2005) - tvůrčí aktivita Philipa Johnsona ve vysokém věku pochopitelně slábla, ale přinášela originální nápady, jako je Kaple sv. Basilea na Universitě sv. Tomáše v Houstonu (1992) s byzantinizující kupolí.

Zatímco dvě desítky Johnsonových projektů mrakodrapů zanikají v množství realizací jeho současníků i následovníků, stavby jiných účelů jsou inspirativní do současnosti.

## Dílo (výběr)
- Glass House, New Canaan, Connecticut (1949)
- Seagram Building, New York (1958)
- Muzeum amerického umění Amona Cartera ve Fort Worth, Texas (1962)
- IDS Center, Minneapolis, Minnesota (1972)
- Crystal Cathedral, Garden Grove, Kalifornie (1980)
- Williams Tower, Houston, Texas (1983)
- Lipstick Building, New York (1986)
- Sony Building, New York (1984)
- PPG Place, Pittsburgh, Pensylvánie (1984)
- AEGON Center, Louisville, Kentucky (1993)
- Puerta de Europa, Madrid, Španělsko (1996)